# Oldřich Rulc
Oldřich Rulc (28 de março de 1911 - 4 de abril de 1969) foi um futebolista checo que atuava como atacante.

## Carreira
Oldřich Rulc fez parte do elenco da Seleção Checoslovaca de Futebol, na Copa de 1938. 